# Kalaké
Kalaké est une commune du Mali de l'arrondissement central de Barouéli, dans le cercle de Barouéli et la région de Ségou.

## Villages
La commune s'étend sur 25 localités relevées lors du recensement général de 2009. 
Les villages les plus peuplés sont :
- Kalaké Marka (3 157 habitants) ;
- Kalaké Bamana (1 304 habitants) ;
- Zanfina 1 (1 117 habitants).